# Tianchi (köping i Kina, Sichuan)
Tianchi (kinesiska: 天池镇, 天池) är en köping i Kina. Den ligger i provinsen Sichuan, i den sydvästra delen av landet, omkring 290 kilometer sydost om provinshuvudstaden Chengdu.
Genomsnittlig årsnederbörd är 1 332 millimeter. Den regnigaste månaden är september, med i genomsnitt 230 mm nederbörd, och den torraste är december, med 25 mm nederbörd.